# Поточный метод строительства
Поточный метод строительства — применяется при строительстве однотипных объектов. Рабочие специалисты, специализированная техника переходят на другой объект сразу же после завершения своей части работы на предыдущем объекте. Примерная схема выглядит следующим образом: на первом объекте роют котлован и приступают к возведению фундамента, в этот момент на втором объекте приступают к рытью котлована, затем на первом объекте приступают к возведению здания, на втором строят фундамент, на третьем делают котлован и т. д. Таким образом, обеспечивается непрерывность работ и постоянная загрузка строительной техники. То есть разные строительные циклы совмещены по времени.
Указанный метод обеспечивает бесперебойное и ритмичное производство работ, эффективное использование материально-технических и трудовых ресурсов, строительных машин и оборудования для непрерывного и равномерного выпуска строительной продукции.
Метод успешно применен при строительстве Запорожской атомной станции. В результате, каждый год в течение 4 лет в строй вводилось по одному блоку. Таких темпов строительства не было больше ни на одной АЭС России.

## Объекты, построенные по этому методу
- Запорожская АЭС (1981—1995 гг.)